# Muspelfolket
Muspelfolket, også kaldet ildjætter, er et folk i nordisk mytologi. De lever i verdenen Muspelheim. Deres leder er Surt. Ved Ragnarok vil de marchere mod Asgård og sætte verden i brand.
Jætten Muspel bor i Muspelheim.